# RG-58
L'RG-58 è un tipo di cavo coassiale utilizzato in larga misura per trasferire segnali elettrici  con potenze fino a qualche centinaio di watt, adeguato ad operare in un ventaglio di frequenze relativamente ampio, spaziando dalla corrente continua fino a 2 GHz.

## Descrizione
Il cavo ha una impedenza caratteristica di 50 o 52 Ω. "RG" era in origine la sigla indicante lo standard dei cavi per radiofrequenza in campo militare statunitense. Esistono diverse versioni che si differenziano nel materiale di base (filo solido o intrecciato) e schermatura (70% al 95% di copertura), nel tempo, grazie al miglioramento dei materiali e alla tecnica di costruzione, si sono resi disponibili tipologie di cavi, rispettanti comunque le corrispondenti specifiche minime "RG" ma aventi caratteristiche elettriche o meccaniche superiori.
Il diametro esterno del cavo è di circa 5 mm. L'RG-58 standard ha un conduttore centrale solido. L'RG-58A / U ha il conduttore centrale (comunemente indicato come "anima") più flessibile, costituito da 7 o 19 trefoli.
La maggior parte dei sistemi a due vie di comunicazione radio, come quella marina, Radio CB, amatoriale, polizia, pompieri, antenne WLAN, ecc, sono progettati per lavorare con cavo coassiale da 50 Ω.
Il cavo RG-58, normalmente terminato con connettori BNC viene universalmente utilizzato come standard, oltre che in campo militare, in metrologia, nei laboratori di ricerca/sviluppo e SIT, per trasferire i segnali elettrici tra le varie apparecchiature elettroniche, oscilloscopi, generatori di segnali campione, frequenzimetri e altre, necessarie per effettuare analisi, prove, caratterizzazione, manutenzione, nonché la certificazione di componentistica e strumenti di misura simili a quelli presenti in laboratorio.
RG-58 nelle versioni RG-58A / U o RG-58C / U veniva ampiamente usato in "thin" Ethernet (10Base2), fornito in segmenti con lunghezza massima di 185 metri. Attualmente in questa applicazione è stato quasi completamente sostituito da cavi a doppino ritorto come la categoria 5 e il cavo di simile in applicazioni di rete dati.
L'attenuazione è in rapporto alla frequenza del segnale, più alta è la frequenza, maggiore è la perdita, a 50 MHz presenta un'attenuazione di 0.11 dB per metro, a 2 GHz di 1.4 dB /m.
Altri usi inconsueti senza controindicazioni per l'RG-58 sono il collegamento di altoparlanti ad amplificatori (fino a 30/50 watt) e come cavo audio con connettore RCA. Può anche essere usato per il collegamento della chitarra all'amplificatore, essendo dotato di un'ottima calza schermante: utilizzandolo al posto dei cavi previsti per quello scopo, si minimizzano i disturbi e la durata è praticamente eterna, per contro, possiede scarsa flessibilità.